# 袁加樂
袁加樂（1995年3月8日—）為臺灣籃球教練、前運動員，場上位置為後衛。

## 籃球生平
袁加樂就讀延平高中時參加過籃球社。2016年1月在富邦勇士系際冠軍盃籃球賽預賽曾攻下57分，並率領輔仁大學統計資訊學系挺進冠軍賽，但冠軍賽以75比94不敵臺灣警察專科學校行政警察科，賽後袁加樂奪下得分王以及入選最佳五人。
2019年8月參加第十七季超級籃球聯賽新人選秀會但落選。2019年10月在富邦人壽勇士系際冠軍盃奪下得分王以及入選最佳五人。2020年12月入選P. LEAGUE+新竹攻城獅隨隊練習生。
2021年10月以自由球員身份加盟超級籃球聯賽桃園璞園建築。2021年12月第十九季超級籃球聯賽例行賽初登板全場9投6中，三分球6投5中，繳出17分、5籃板、5助攻與3抄截表現，之後獲選第十九季超級籃球聯賽一月份人氣王。

## 個人生活
2024年7月27日，袁加樂因違規跨越雙黃線被警方盤查，警方對其實施酒測，其酒測值達0.7毫克，警方依公共危險罪嫌將其移送臺北地檢署偵辦。8日7日，偵查終結公告袁加樂獲緩起訴處分一年，需支付國庫新臺幣8萬元。

## 演出作品
| 年份 | 標題                 | 角色   | 參考   |
| ---- | -------------------- | ------ | ------ |
| 2014 | 《行動代號：孫中山》 | A漫    | [ 15 ] |
| 2019 | 《下半場》           | 邱文山 | [ 16 ] |

## 外部連結
- 袁加樂的Instagram帳戶
- 袁加樂在Eurobasket.com（球員）（英语）